# Ранс (река)
Ранс (фр. Le Rance, брет. Renk) — судоходная река в северо-западной части Франции, впадающая в Ла-Манш.
Длина — 103 км, площадь бассейна — 1195 км².
На реке в устье Ла-Манша построена плотина (приливная электростанция) ПЭС «Ля Ранс». Также Ранс связан каналом с Виленом, что в прошлом имело большое транспортное и торговое значение.
Река протекает через департамент Кот-д’Армор (Коллине, Кон и Динан) и департамент Иль и Вилен (Динаре, Сен-Мало).
Питание преимущественно дождевое, подъёмы уровня с ноября по март, летом — короткая межень. Средний расход воды около 14 м³/с.